# Gregor Grilc
Gregor Grilc (Šenčur, Slovenija, 13. veljače 1970.), slovenski skijaš, bivši jugoslavenski reprezentativac u alpskom skijanju.
1988. osvojio je zlatnu medalju, još za bivšu Jugoslaviju, na svjetskom prvenstvu u velelaslomu za juniore.